# 西山北镇
西山北镇，是中华人民共和国河北省保定市易县下辖的一个乡镇级行政单位。原为西山北乡，2022年12月27日撤乡设镇。

## 行政区划
西山北镇下辖以下地区：
西山北村、塔峪村、沙江村、港里村、远台村、林泉村、南河北村、胡庄村、山西村、东步乐村、西步乐村、长峪村、菜园村、沙岭村、北娄山村、西娄山村、南娄山村、松山村、团山村、石家统村和于家庄村。